# Бук великолистковий
Бук великолистковий або американський (Fagus grandifolia Ehrh.) — вид дерев роду бук, родини букових (Fagaceae).

## Поширення

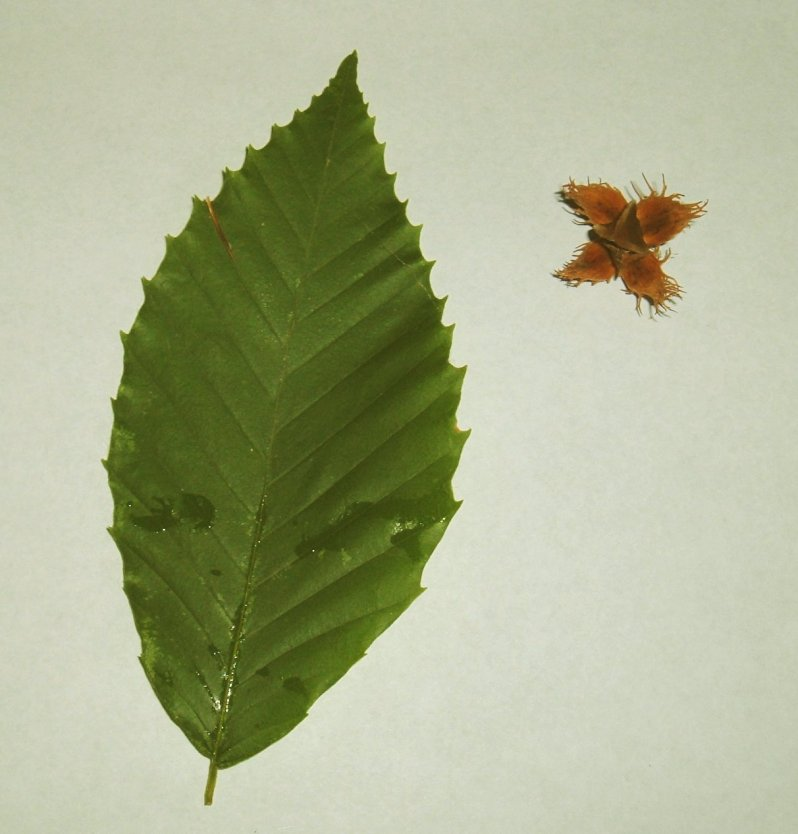
Листок Бука великолисткового та його насіння

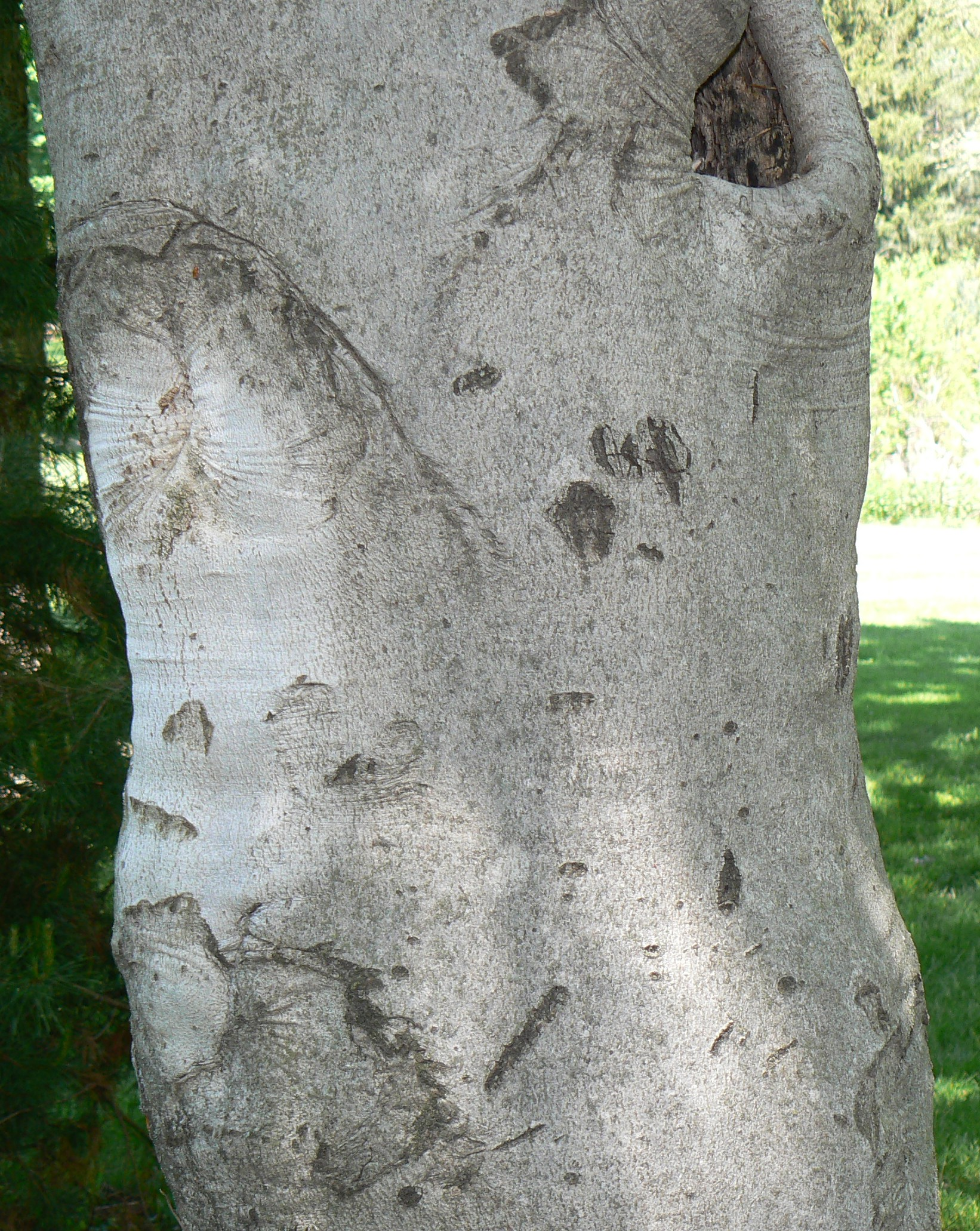
Стовбур Бука великолисткового

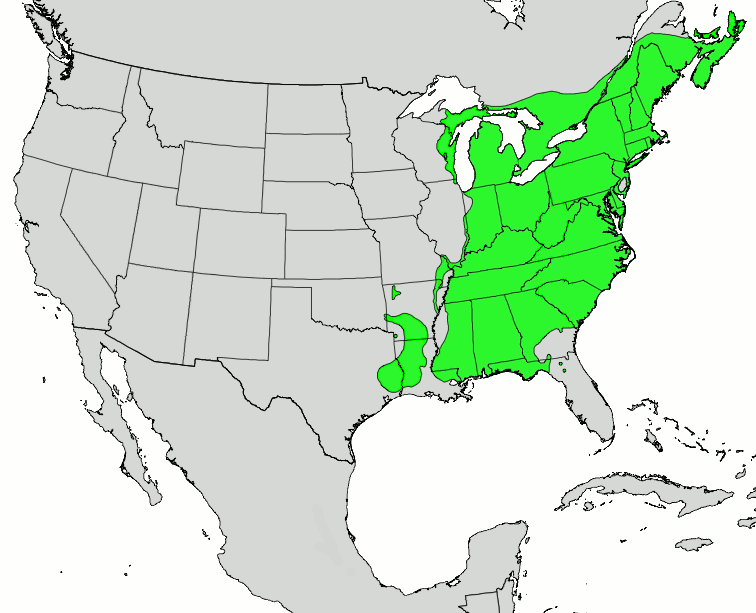
Ареал Бука великолисткового

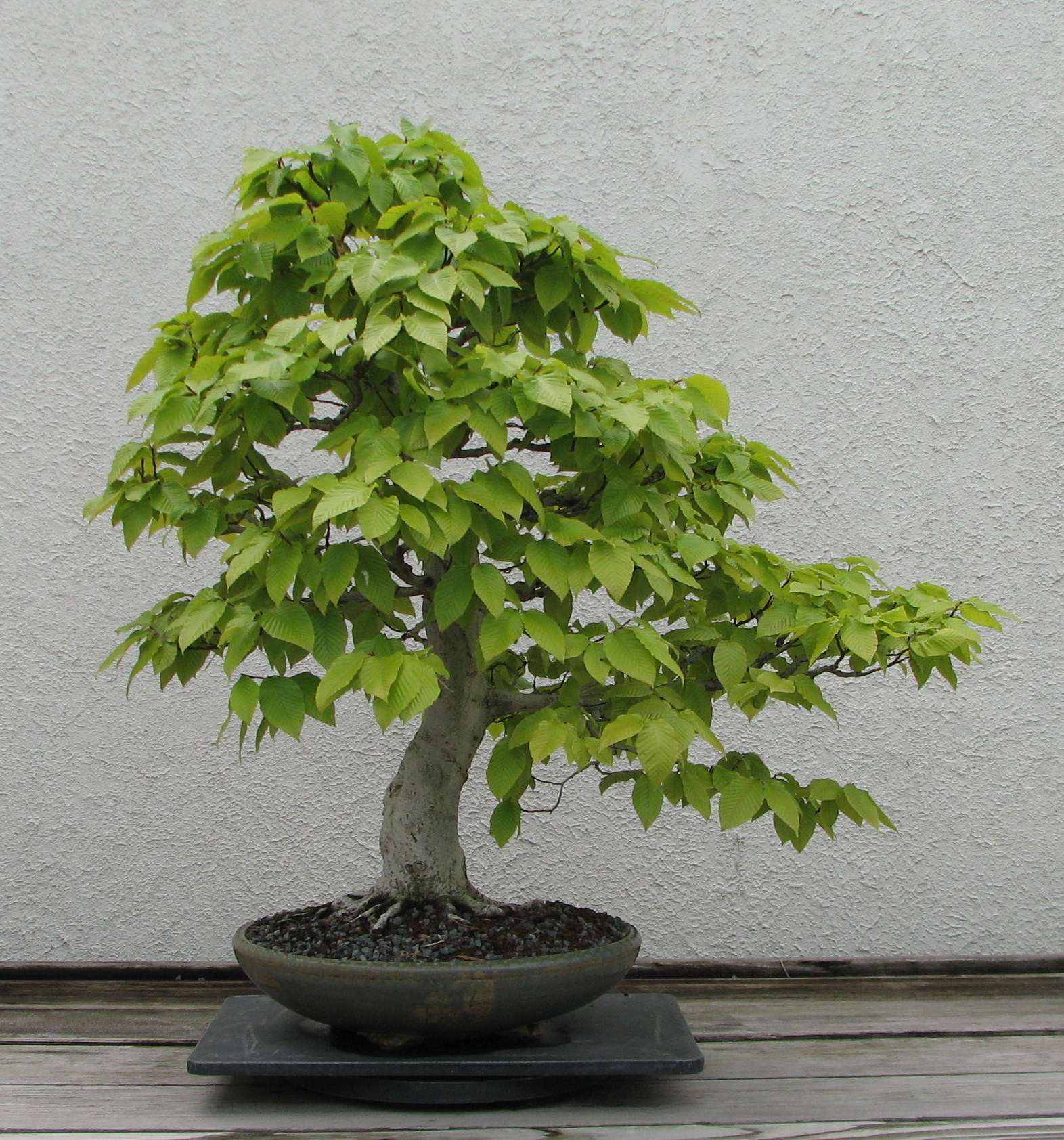
Бонсай з Бука великолисткового

Має два підвиди:

### Fagus grandifolia subsp. grandifolia
Зустрічається в Канаді від провінції Нова Шотландія до північного берега затоки Джорджіан-бей (озеро Гурон). На території США росте в північній частині Нової Англії і в листопадних лісах східних районів США.

### Fagus grandifolia subsp. mexicana
Зустрічається в Мексиці.

## Опис
Дерево іноді досягає висоти 24 м, але зазвичай 12-15 м при діаметрі 0,5 м.

### Деревина
Заболонь і ядро мало відрізняються за забарвленням: заболонь світло-коричнева, ядро червонувато-коричневе, як у бука лісового (європейського), але текстура більша і більша щільність (показник близько 740 кг/м³ в сухому стані).

### Сушка
Висушується швидко і добре, але можливі викривлення, а також розтріскування бічних поверхонь і торців.

### Міцність
Тверда, важка і міцна деревина, за основними показниками механічних властивостей схожа з деревиною бука лісового (європейського).

### Стійкість
Деревина швидко псується.

### Технологічні властивості
Обробляється легко, але затискає пили і підгорає при поперечному розпилюванні і свердлінні. Дозволяє отримувати високу якість поверхні, добре обточується токарним інструментом. Має непогану гвоздимість, задовільно протравлюється барвниками, полірується і склеюється.

## Застосування
Покриття підлог, меблі, бондарські вироби, посуд, предмети домашнього вжитку, столярні і токарні вироби, рукоятки, щітки, деталі возів (обозне виробництво). Деревина бука використовується також для сухої перегонки.